# Piotr Gruszyn
Piotr Dmitrijewicz Gruszyn (ros. Пётр Дми́триевич Гру́шин, ur. 2 stycznia?/15 stycznia 1906 w Wolsku, zm. 29 listopada 1993 w Chimkach) – radziecki naukowiec i konstruktor rakiet, dwukrotny Bohater Pracy Socjalistycznej (1958 i 1981).

## Życiorys
Urodzony w rodzinie cieśli, od 1928 studiował w Leningradzkim Instytucie Politechnicznym, później w Moskiewskim Instytucie Lotniczym, który ukończył 1932. Od 1931 należał do WKP(b), pracował w Biurze Nowych Konstrukcji Wszechzwiązkowego Zjednoczenia Lotniczego, od lipca 1933 był w Moskiewskim Instytucie Lotniczym zastępcą konstruktora Dmitrija Grigorowicza, brał udział w opracowaniu samolotu ANT-25, później kierował grupą mająca za zadanie zmodernizować samolot U-2. Latem 1936 brał udział w budowie niewielkiego samolotu „Oktiabrionok”, od 1940 główny konstruktor Charkowskiej Fabryki Lotniczej nr 135, od wiosny 1943 główny inżynier fabryki lotniczej nr 381 w Moskwie, od października 1946 pracował w Ministerstwie Przemysłu Lotniczego ZSRR, od września 1948 dziekan w Moskiewskim Instytucie Lotniczym. Od 1950 pracował przy konstrukcji rakiet przeciwlotniczych ziemia-powietrze, od czerwca 1951 był I zastępcą Siemiona Ławoczkina, 2 listopada 1952 przy jego udziale na poligonie Kapustin Jar zaprezentowano pierwsze rakiety przeciwlotnicze sterowane przez stację naziemną. Od grudnia 1953 był głównym konstruktorem, później konstruktorem generalnym – naczelnikiem OKB nr 2 w Chimkach; pierwsza rakieta przeciwlotnicza OKB-2 została oddana do użytku w grudniu 1957. Od 1959 doktor nauk technicznych, później profesor, 29 czerwca 1962 został członkiem korespondentem, a 1 lipca 1966 akademikiem Akademii Nauk ZSRR (od 1991: Rosyjskiej Akademii Nauk). W latach 1966–1986 członek KC KPZR. Deputowany do Rady Najwyższej RFSRR 5 i 6 kadencji.
Pochowany na Cmentarzu Nowodziewiczym.

## Odznaczenia i nagrody
- Medal Sierp i Młot Bohatera Pracy Socjalistycznej (dwukrotnie – 25 lipca 1958 i 20 kwietnia 1981)
- Order Lenina (siedmiokrotnie – 21 czerwca 1943, 2 lipca 1945, 1953, 25 lipca 1958, 1966, 1981 i 1986)
- Order Rewolucji Październikowej (1971)
- Order Czerwonego Sztandaru Pracy
- Nagroda Leninowska (1963)
- Nagroda Państwowa ZSRR (1965)
- Złoty Medal im. Tupolewa Akademii Nauk ZSRR (1979)

I medale.